# هفت‌چاه
هفت چاه روستایی از توابع بخش مرکزی شهرستان جم استان بوشهر در جنوب ایران.
این روستا در دهستان جم قرار دارد و بر اساس سرشماری سال ۱۳۹۵ دارای ۳۵ نفر جمعیت است و در سال ۱۳۸۵ جمعیت آن ۱۵۷ نفر (۱۲ خانوار) بوده‌است.